# امیلیو اومپس
امیلیو اومپس (اسپانیایی: Emilio Homps‎; ۲۸ سپتامبر ۱۹۱۴ – ۲ نوامبر ۲۰۱۲) قایقران قایق بادبانی اهل آرژانتین بود.